# أنجيل ماتورينو ريسيندز
كان أنجيل ماتورينو ريسيندز (1 أغسطس 1960 - 27 يونيو 2006)، المعروف أيضًا بلقب قاتل السكك الحديدية (بالإنجليزية: The Railroad Killer)، قاتلًا متسلسلًا مكسيكيًا متجولًا يشتبه في ارتكاب ما يصل إلى 23 جريمة قتل في جميع أنحاء الولايات المتحدة والمكسيك خلال التسعينيات تضمن بعضها الاعتداء الجنسي.  اشتهر بلقب «قاتل السكك الحديدية» لأن معظم جرائمه ارتكبت بالقرب من خطوط السكك الحديدية حيث قفز من القطارات التي كان يستخدمها للسفر في جميع أنحاء البلاد.
في 21 يونيو 1999، أصبح لفترة وجيزة الهارب رقم 457 الذي أدرجه مكتب التحقيقات الفيدرالي على قائمة المطلوبين العشرة الهاربين قبل أن يستسلم لسلطات تكساس في 13 يوليو 1999. وقد أدين بجريمة القتل العمد في تكساس وأُعدم بالحقنة المميتة في عام.

## الحياة الشخصية
ولد أنجيل ليونسيو رييس ريسينديس في إيزوكار دي ماتاموروس، بويبلا، المكسيك.

## جرائم القتل والمنهجية
من خلال القفز بشكل غير قانوني داخل وخارج القطارات داخل وعبر المكسيك وكندا والولايات المتحدة، بشكل عام عبر الحدود بشكل غير قانوني، تمكن Reséndiz من التهرب من السلطات لفترة طويلة.  استخدم العديد من الأسماء المستعارة، لكنه كان معروفًا بشكل رئيسي وسعى وراءه باسم رافائيل ريزنديز راميريز.  كان اسم ولادته أنجيل ليونسيو رييس ريسينديس.  تظهر سجلات حكومة الولايات المتحدة أنه قد تم ترحيله إلى المكسيك أربع مرات على الأقل منذ دخوله الولايات المتحدة لأول مرة في عام 1973. [5]
  قتل ريزنديز ما لا يقل عن 15 شخصًا [6] بالحجارة والفأس وغيرها من الأشياء الحادة، لا سيما في منازلهم.  كان يشار إليه أحيانًا باسم The Railway Killer أو The Railcar Killer.  بعد كل جريمة قتل، كان يمكث في المنازل لفترة من الوقت، لتناول الطعام بشكل أساسي.  أخذ Reséndiz أشياء عاطفية ووضع أيضًا رخص القيادة للضحايا للتعرف على حياتهم.  سرق مجوهرات وأشياء أخرى وأعطاها لزوجته ووالدته اللتين كانتا تعيشان في روديو، دورانجو، المكسيك.  تم بيع الكثير من المجوهرات أو صهرها.  وقد أعادت زوجته ووالدته بعض الأشياء المسروقة التي تم إزالتها من منازل ضحاياه بعد استسلامه.  كان المال في بعض الأحيان يترك في مكان الحادث.  اغتصب بعض ضحاياه من الإناث.  ومع ذلك، ربما كان الاغتصاب نية ثانوية.  تم العثور على معظم ضحاياه مغطاة ببطانية أو محجوبة عن الأنظار